# Patsy Watchorn

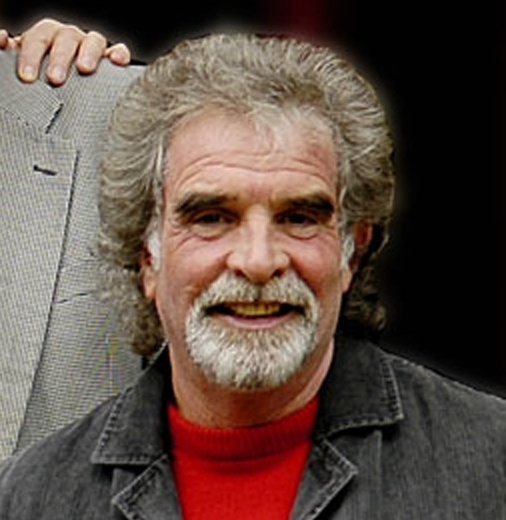
Patsy Watchorn omstreeks 2005

Patsy Watchorn (16 oktober 1944) is een Ierse zanger en gitarist die vooral bekend werd met zijn klassieke Ierse volksliedjes als The Ferryman en Dublin In The Rare Auld Times, die hem gouden platen opleverden. In begin jaren 1960 begon Patsy zijn carrière bij The Quare Fellas. Hij was in 1970 samen met Mick Crotty en Johnny McEvoy oprichter van The Dublin City Ramblers, een groep die net als The Dubliners een stempel op de ontwikkeling van Ierse volksmuziek zou drukken.
Watchorn heeft sindsdien 27 albums op zijn naam staan en is een graag geziene gast in de Verenigde Staten en Australië.
Watchorn heeft altijd veel bewondering voor The Dubliners gehad. Luke Kelly was een idool voor hem en onder de titel Luke Kelly's Land toonde hij zijn respect voor Luke Kelly. Ook Ronnie Drew was een goede vriend van Watchorn. Patsy Watchorn heeft net als Ronnie Drew een duidelijk herkenbare stem. Daarnaast is hij een Dubliner in hart en nieren. Zanger-gitarist Paddy Reilly van The Dubliners vond het na ruim tien jaar optreden genoeg en besloot op te stappen, maar Patsy Watchorn werd een waardige opvolger. In het voorjaar van 2014 ging hij met pensioen. In The Dublin Legends werd hij vervangen door zijn broer Paul.
Patsy komt uit een muzikale familie; zowel zijn vader als zijn moeder zong.

## Geselecteerde discografie
- 1996: Pub with no Beer
- 1996: Sonia's Song
- 1998: The Craig & Porter Too
- 2000: Raised on Songs & Stories
- 2002: The Very Best of Patsy Watchorn
- 2003: Hearts on Fire
- 2004: Irish Rebel Heroes

- MusicBrainz: 5b928027-229b-4474-badd-8219967c2771
- Virtual International Authority File: 3329154260864024480003